# Val-d’Or
Val-d’Or – miasto w Kanadzie w prowincji Quebec, w regionie Abitibi-Témiscamingue. W 1923 roku odkryto w tym regionie złoto, stąd też nazwa miasta. Obecnie oprócz złota, wydobywa się tu także miedź, cynk i ołów. 
Liczba mieszkańców Val-d’Or wynosi 31 862. Język francuski jest językiem ojczystym dla 95,0%, angielski dla 2,5% mieszkańców (2011). Ośrodek turystyczny.

## Sport
- Val-d’Or Foreurs – klub hokejowy